# Armaturatanais minipodus
Armaturatanais minipodus is een naaldkreeftjessoort . De wetenschappelijke naam van de soort is voor het eerst geldig gepubliceerd in 2005 door Larsen.